# Dimos Kalampaka
Dimos Kalampaka (Kalampaka) är en kommun i Grekland.   Den ligger i prefekturen Trikala och regionen Thessalien, i den centrala delen av landet, 270 km nordväst om huvudstaden Aten. Antalet invånare är 22 853.